# 解慕漱
解慕漱（かいぼそ、ヘモス）は、夫余の神話上の王。『三国遺事』によれば地上に降りた天帝であり建国者とされる。

## 概要
『三国史記』高句麗本紀によれば、天から来た天帝の子を自称し、扶余の解夫婁王が都を去って東扶余に移った後の旧都にやって来た。『三国遺事』紀異の北扶余条によれば、解慕漱は天帝であり、五龍車に乗って紀元前59年に訖升骨城（「在大遼醫州界」の分注から医巫閭山とする意見もある。）に降り立ち、北夫余を建国した。解慕漱は弓の名手で優れた戦士であり、自らの帝国である北夫余の多くの敵を征服したという。
王権起源神話であって実在した人間ではないとみられている。解慕漱は夫余の建国を述べた中国の古記録や『好太王碑』には同じ名前では現れないが、それは高句麗が夫余を征服したのちにその伝説を取り込んだためとも見られる。東洋文庫の『三国史記』に付された井上秀雄の訳注によれば、「解」の音は太陽を表しており、日本語の「ヒ（日）」に相当する。

## 『桓檀古記』の記録
『桓檀古記』によると、紀元前239年、解慕漱は熊心山において兵を起し、翌年に古列加王を追い出し、北夫余を建国した。解慕漱は藁離国人であるといい、『北史』の索離国、『魏略』の橐離国を指す。「槀離国人」とあるから、夫余人ではなく、夫余（熊心山）に来て、夫余王を追い出し、北夫余の王となった。また、「解慕漱は密かに須臾（番朝鮮）と約束をして」とある。

## 家族
建国神話によれば、解慕漱と河伯の娘の柳花夫人の間の息子に朱蒙がいる。朱蒙は高句麗の伝説上の建国者である。

## 解慕漱が登場する作品
- 『朱蒙』（2006年、MBC） - ヘモス：ホ・ジュノ